# Bob James
Bob James (* 25. prosince 1939) je americký zpěvák a hráč na klávesové nástroje. Ve svých čtyřech letech začal hrát na klavír a později studoval hudbu na Michiganské universitě. Svou profesionální kariéru zahájil počátkem šedesátých let; v letech 1965 až 1968 například doprovázel zpěvačku Sarah Vaughan. Později pracoval převážně jako studiový hudebník a v roce 1974 vydal své první album One; v pozdějších letech vydal mnoho dalších nahrávek. Během své kariéry spolupracoval s mnoha dalšími hudebníky, mezi které patří například Gábor Szabó, Ron Carter, Earl Klugh, J. J. Johnson, Hubert Laws nebo David Sanborn. Od roku 1991 je členem skupiny Fourplay.